# 충주 연안이씨 쌍효각
충주 연안이씨 쌍효각(忠州 延安李氏 雙孝閣)은 충청북도 충주시에 있는 조선시대의 건축물이다. 2005년 3월 11일 충청북도의 문화재자료 제46호로 지정되었다.

## 개요
현재의 연안이씨 쌍효각은 충주시 동량면 대전리의 국도 제19호선변에 있다. 쌍효각 내용에 따르면 이시희(李時熙), 이시걸(李時杰) 형제는 연안 이씨 문강공인 이석현의 4세손으로 부친과 모친의 상을 당하자 형제가 함께 정성을 다해 시묘하였고, 임진왜란이 발생한 당시에서도 시묘를 이어갔다고 전해진다. 이 둘의 효성을 참작해 조선 경종 2년(1722)에 이 두 형제가 살고 있던 자리인 충주시 살미면 신당리에 명정된 정려이다.
원래 충주 연안이씨 쌍효각은 1722년 정려가 명해져 1878년 살미면 신당리에 세워졌으나, 충주댐의 건설로 살미면이 수몰이 되면서 후손들이 1983년 현재의 자리로 옮겨 복원하였다. 건물은 정면 1칸, 측면 1칸의 겹처마 맞배지붕으로 사면을 홍살로 막았으며, 안에는 쌍효비가 세워져 있다. 둘레는 돌담장으로 두르고 정면에 솟을 대문을 두었다.
쌍효각 바로 옆에는 이전 이후 세워진 기념비와 호랑이 모양의 석상이 세워져 있는데, 두 형제가 부친상으로 시묘를 할 때 호랑이가 옆에 와서 곁을 지켜주었다는 설화에 따라 호랑이 석상이 같이 지어졌다.

## 참고 자료
- 충주 연안이씨 쌍효각 - 국가유산청 국가유산포털